# Hull House

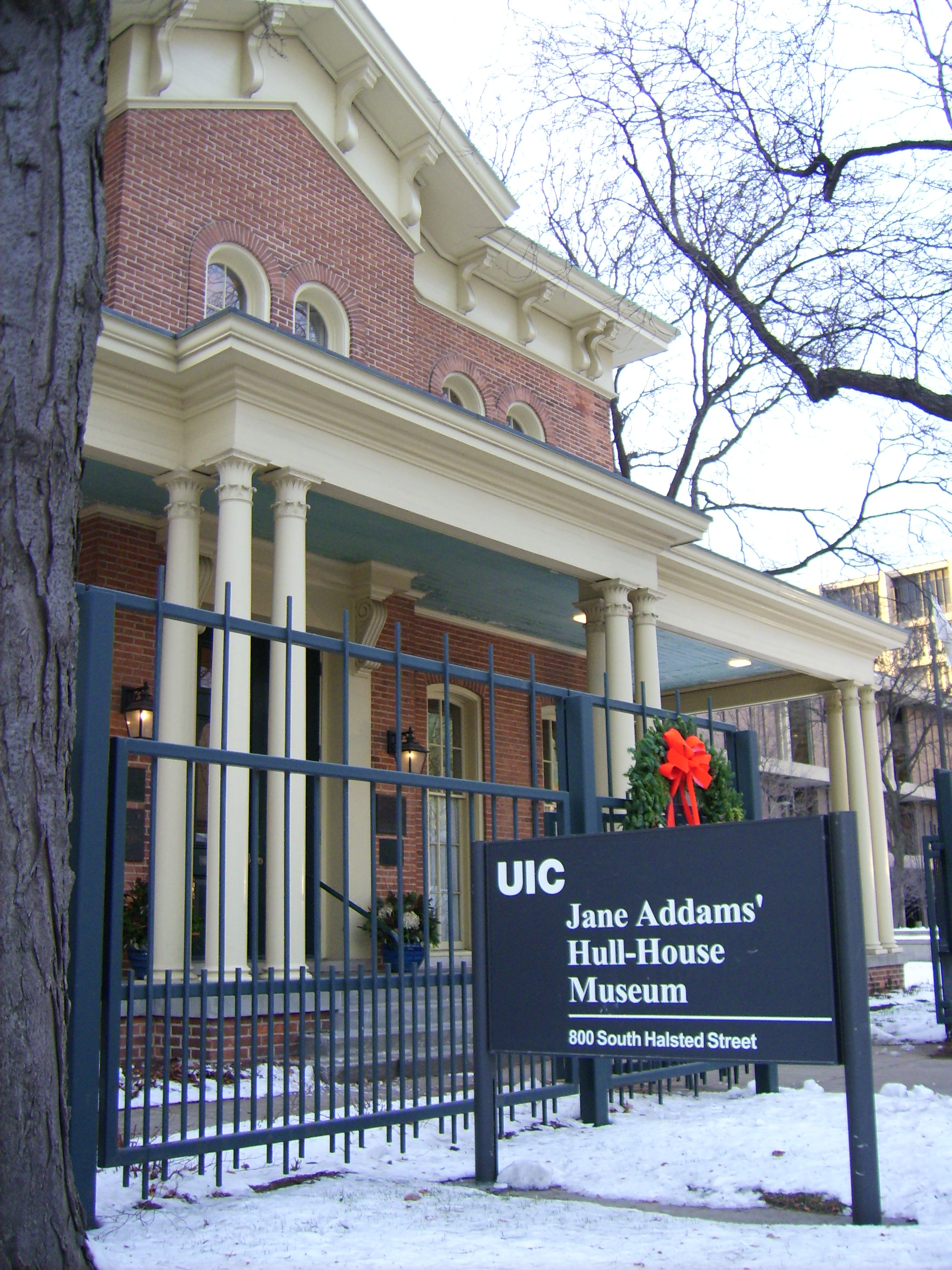
Hull House em Chicago.

Hull House é uma casa de abrigo e atividades sociais e culturais dos Estados Unidos, fundada em 1889 por Jane Addams e Ellen Gates Starr. Localizada no lado oeste da cidade de Chicago. A Hull House abriu suas portas aos imigrantes que recém chegavam aos Estados Unidos naquela época.
Em 1911, a Hull House tinha 13 prédios. Em 1912 foi adicionado ainda um acampamento de verão, o  Bowen Country Club. Com seus programas educativos, sociais e artísticos, a Hull House tornou-se o padrão para um movimento de apoio aos imigrantes nos Estados Unidos, que, em 1920, chegou a quase 500 casas de abrigo.